# 中澤清
中澤 清（なかざわ きよし、1943年2月13日 - ）は、日本の男性惑星科学者、宇宙物理学者。専門は、固体地球物理学、惑星物理学。東京工業大学特任教授。

## 人物
香川県坂出市出身。林忠四郎の弟子の1人として知られている。同じく林門下で京都大学天体核物理学研究室に学んだ佐藤勝彦とは同郷（ともに坂出市出身）。

## 略歴
- 1965年：東京工業大学理工学部物理学科卒業。京都大学大学院に進学し、林忠四郎に宇宙物理学を学ぶ。
- 1970年：京都大学大学院理学研究科物理学専攻博士課程修了。
- 1971年：京都大学助手。
- 1972年：理学博士号を取得[1]。
- 1980年：京大助教授。
- 1983年：東京大学理学部地球物理学科助教授。
- 1987年：母校・東京工業大学に戻り、理学部教授に就任。
- 1989年：第6回井上学術賞を受賞。
- 2005年：東工大大学院理工学研究科理学系長・理学部長。
- 2007年：理学部長を退任。

## 著書

### 単著
- 『太陽系の誕生』（ポプラ社　ポプラ社天文シリーズ　1984年）

### 共著
- 『進化する星と銀河』（講談社　ブルーバックス　1977年）
- 『現代天文学事典』（講談社　ブルーバックス　1983年）

### 編著
- 『太陽系の構造と起源』（恒星社厚生閣　現代天文学講座3　1979年）

### 訳書
- 『星』（R.J.ティラー著　共立出版社　1974年）
- 『元素の起源』（R.J.ティラー著　共立出版社　モダンサイエンスシリーズ　1984年）
- 『宇宙・天文大辞典』（Pybil P.Parker他編　丸善　1987年）